# Lecopia waitera
Lecopia waitera är en insektsart som beskrevs av Medler 1999. Lecopia waitera ingår i släktet Lecopia och familjen Flatidae. Inga underarter finns listade i Catalogue of Life.